# 忠勤
| ウィキペディアには「忠勤」という見出しの百科事典記事はありません（タイトルに「忠勤」を含むページの一覧/「忠勤」で始まるページの一覧）。 代わりにウィクショナリーのページ「忠勤」が役に立つかもしれません。 |